# NGC 2541
NGC 2541 je galaksija u zviježđu Risu.

## Vanjske poveznice
- SEDS: NGC 2541